# Xenosaurus newmanorum
Xenosaurus newmanorum är en ödleart som beskrevs av den amerikanske herpetologen Edward Harrison Taylor 1949. Xenosaurus newmanorum ingår i släktet Xenosaurus, och familjen xenosaurer. IUCN kategoriserar arten globalt som starkt hotad. Inga underarter finns listade.

## Utbredning
Xenosaurus newmanorum förekommer endemiskt i sydöstra Mexiko.